# Oxbridge

Wappen der Universität Cambridge (links) und der Universität Oxford (rechts)

Oxbridge ist eine Bezeichnung für die Universitäten von Oxford und Cambridge. Diese sind die beiden ältesten Universitäten im Vereinigten Königreich und der englischsprachigen Welt. Es handelt sich um ein Kofferwort der Namen der beiden Universitäten, die einerseits seit jeher Konkurrenten sind, andererseits traditionell als Eliteschmieden Großbritanniens gelten.

## Bedeutung
Die Bezeichnung Oxbridge konnotiert darüber hinaus, als soziologischer Habitusbegriff, auch die Exklusivität von Bildungsinstitutionen und den damit verbundenen Anspruch auf Zugang zu den wichtigen Eliten des Landes. So wurde der Begriff beispielsweise im Zusammenhang mit der Entstehung der modernen Olympischen Spiele verwendet.

## Verwendung und Abwandlungen
Auch wenn die beiden Universitäten bereits älter als 800 Jahre alt sind, so wurde der Begriff Oxbridge erst durch William Thackeray in seiner Novelle Pendennis (1849) verwendet, da die Hauptperson das fiktive Boniface College, Oxbridge besuchte. Dem Oxford English Dictionary zufolge benutzte Virginia Woolf 1929 im Essay Ein Zimmer für sich allein den Begriff das erste Mal für den Habitus beider Universitäten.
Der Begriff Camford, der die gleiche Bedeutung wie Oxbridge hat, wurde in der Sherlock-Holmes-Kurzgeschichte The Adventure of the Creeping Man 1923 benutzt. Doxbridge wurde für einen sportlichen Wettkampf zwischen Durham, Oxford, York und Cambridge benutzt. Der Begriff Woxbridge wurde für eine Konferenz zwischen Warwick, Oxford und Cambridge benutzt. Auch der Begriff Loxbridge (in Bezug London, Oxford und Cambridge) wird gelegentlich benutzt.